# Fundamental (álbum de Pet Shop Boys)
Fundamental es el noveno álbum de estudio del dúo de synthpop británico Pet Shop Boys, lanzado el 22 de mayo de 2006 por Parlophone. 

## Lanzamiento
El álbum fue lanzado en mayo de 2006 en el Reino Unido, Europa, Japón y Canadá, mientras que en Estados Unidos fue lanzado a finales de junio de 2006. Producido por Pet Shop Boys y Trevor Horn. incluye once nuevas composiciones de Pet Shop Boys, y «Numb», escrito por Diane Warren (Neil Tennant y Chris Lowe planearon originalmente tener "Numb" como una de las dos nuevas canciones en PopArt, pero optaron por «Miracles» y «Flamboyant»).
El álbum está dedicado a dos adolescentes iraníes homosexuales ejecutados, Mahmoud Asgari y Ayaz Marhoni, que fueron ahorcados el 19 de julio de 2005. Algunos informes han sugerido que los dos podrían haber sido ejecutados por participar en un comportamiento homosexual, aunque el informe oficial iraní dice que fueron ahorcados por violar a un niño de 13 años. 

## Recepción
El álbum entró en la lista de álbumes del Reino Unido en el número 5 el 28 de mayo de 2006. En los Estados Unidos, el álbum llegó al número 150 vendiendo 7500 copias en su primera semana. A partir de abril de 2009, vendió 46 000 copias en los Estados Unidos y 66 000 copias en el Reino Unido.
El álbum obtuvo dos nominaciones al Grammy en 2007 por Mejor Álbum Dance / Electrónica y Mejor Grabación Dance por «I'm With Stupid».
El álbum fue muy bien recibido por la crítica. Algunos consideran que es su mejor álbum desde Very, pero sus ventas no mejoraron mucho en relación con las de sus dos trabajos anteriores.

## Lista de canciones
Todas las canciones están escritas por Neil Tennant y Chris Lowe, excepto donde se indica

### Fundamental
| Disco 1 |                              |              |          |  |
| N.º     | Título                       | Escritor(es) | Duración |  |
| 1.      | «Psychological»              |              | 4:10     |  |
| 2.      | «The Sodom & Gomorrah Show»  | Tennant      | 5:19     |  |
| 3.      | «I Made My Excuses And Left» |              | 4:53     |  |
| 4.      | «Minimal»                    |              | 4:21     |  |
| 5.      | «Numb»                       | Diane Warren | 4:43     |  |
| 6.      | «God Willing»                |              | 1:17     |  |
| 7.      | «Luna Park»                  |              | 5:31     |  |
| 8.      | «I'm With Stupid»            |              | 3:24     |  |
| 9.      | «Casanova In Hell»           |              | 3:13     |  |
| 10.     | «Twentieth Century»          |              | 4:39     |  |
| 11.     | «Indefinite Leave To Remain» | Tennant      | 3:08     |  |
| 12.     | «Integral»                   |              | 3:55     |  |

### Fundamentalism
| Disco 2 (edición limitada) |                                                               |              |          |  |
| N.º                        | Título                                                        | Escritor(es) | Duración |  |
| 1.                         | «Fugitive (versión extendida de Richard X)»                   |              | 6:06     |  |
| 2.                         | «Sodom (remix de Trentemøller)»                               | Tennant      | 7:24     |  |
| 3.                         | «Psychological (remix de Alter Ego))»                         |              | 7:13     |  |
| 4.                         | «Flamboyant (versión de Michael Mayer y Kompakt)»             |              | 7:58     |  |
| 5.                         | «I'm With Stupid (versión de Melnyk Heavy Petting)»           |              | 6:07     |  |
| 6.                         | «In Private (versión club de Stuart Crichton con Elton John)» |              | 5:07     |  |
| 7.                         | «Minimal (remix lobe)»                                        |              | 4:47     |  |
| 8.                         | «Gomorrah (remix de Dettinger)»                               | Tennant      | 5:39     |  |

### Further Listening2005–2007
| Disco 2 |                                                    |              |          |  |
| N.º     | Título                                             | Escritor(es) | Duración |  |
| 1.      | «Fugitive (versión extendida de Richard X)»        |              | 6:03     |  |
| 2.      | «Ring road (demo)»                                 |              | 3:36     |  |
| 3.      | «The Performance of My Life (demo)»                |              | 3:36     |  |
| 4.      | «One-Way Street (demo)»                            |              | 4:00     |  |
| 5.      | «Girls Don't Cry»                                  |              | 2:33     |  |
| 6.      | «The Resurrectionist»                              |              | 3:10     |  |
| 7.      | «The Sodom and Gomorrah Show (demo original)»      |              | 5:19     |  |
| 8.      | «Dancing in the Dusk (demo)»                       |              | 4:11     |  |
| 9.      | «After the Event»                                  |              | 5:16     |  |
| 10.     | «The Former Enfant Terrible»                       |              | 2:52     |  |
| 11.     | «No Time for Tears (mix orquestal)»                |              | 3:23     |  |
| 12.     | «God Willing (versión original de larga duración)» |              | 2:46     |  |
| 13.     | «I'm with Stupid (Maxi-mix de PSB)»                |              | 8:09     |  |
| 14.     | «Answer the Phone! (ringtone)»                     |              | 0:19     |  |
| 15.     | «Where Are You? (ringtone)»                        |              | 0:18     |  |
| 16.     | «Water (ringtone)»                                 |              | 0:22     |  |
| 17.     | «Numb (edición simple)»                            | Warren       | 3:29     |  |
| 18.     | «One Night»                                        |              | 4:05     |  |
| 19.     | «A certain 'Je ne sais quoi'»                      |              | 4:58     |  |
| 20.     | «Transfer (versión de Visionaire)»                 |              | 1:04     |  |
| 21.     | «Integral (mix PSB Perfect Inmaculate de 7")»      |              | 3:21     |  |
| 22.     | «Integral (mix PSB Perfect Inmaculate)»            |              | 7:19     |  |